# Diego Rodolfo Viegas
Diego Rodolfo Viegas (Rosario, Santa Fe, Argentina, 12 de septiembre de 1969) es un abogado, ensayista y antropólogo argentino.  
Licenciado por la Universidad Nacional de Rosario, se ha formado en antropología del conocimiento y es pionero en Latinoamérica de la antropología de la conciencia o transpersonal. Tiene una especialización en “Epistemologías del sur” por CLACSO/Universidad de Coímbra.

## Biografía
Es profesor titular de la cátedra Etnografía del Conocimiento en la Escuela de Antropología de la Facultad de Humanidades y Artes de la UNR.
Desde 2014 dictó clases en el Curso de Posgrado Medicina Tradicional Indoamericana en la Facultad de Medicina de la UNR, experiencia que fue destacada por la prensa local por su carácter innovador al incluir prácticas de chamanes latinoamericanos.
Actualmente coordina la Diplomatura en Medicina Tradicional y Cosmovisión Indoamericana (modalidad online) en la misma universidad.
Ha desarrollado espacios de investigación y difusión sobre los estados ampliados y alternativos de conciencia desde la Fundación Mesa Verde.
Desde la dirección del CEACC (Centro de Estudios en Antropología del Conocimiento y la Conciencia), edita la revista académica Uáipo Nem (ISSN 2683-7218), que incluye entre sus miembros honorarios al Prof. Jeffrey J. Kripal y Marcelo Mercante.
Su trabajo se centra en la etnografía del conocimiento, la medicina tradicional y la espiritualidad indígena, con trabajos de campo en comunidades mazatecas y zapotecas de México, así como con chamanes shipibo-konibo, lamistas, shuar y sanadores del noroeste argentino.
También se lo ha vinculado con la exploración de experiencias visionarias en contextos contemporáneos, asesorando al documental Testigo de Otro Mundo (Alan Stivelman, 2018), donde figura junto a Jacques Vallée.

## Obra

### Libros
- Ayahuasca, medicina del alma (Biblos, 2012, coautor). ISBN 978-950-786-984-6
- Ayahuasca, medicina del alma: edición ampliada (Guante Blanco, 2024, coautor). ISBN 978-841013706-6
- Antropología transpersonal. Sociedad, cultura, realidad y conciencia (Biblos, 2016). ISBN 978-987-691-435-2
- Los espíritus del aire. Ovnis, visiones y antropología transpersonal (Dunken, 2018 / Reediciones Anómalas, 2022). ISBN 978-84-09-44912-5
- Transpersonalismo y decolonialidad. Espiritualidad, chamanismo y modernidad (Biblos, 2021). ISBN 978-987-691-968-5
- El impacto ovni. Sociedad y cultura frente a la saga del siglo (Coliseo Sentosa, 2022 [orig. 1997]). ISBN 979-883-431-962-7
- Abraxas. Prácticas de la conciencia en los orígenes de la cultura (Guante Blanco, 2025-). ISBN 978-84-10137-16-5

### Artículos y colaboraciones
- “El potencial terapéutico del ayahuasca”, en Medicinas tradicionales, interculturalidad y salud mental (Takiwasi, Lima, 2012).
- “La ilusión de las conciencias separadas: reciprocidad en el camino del temazcal, la wachuma y la ayahuasca”, en Antropología Social. Perspectivas y problemáticas, vol. 6 (Laborde, 2020).
- “Cultos ovni, contactados y santuarios extraterrestres en la Argentina. Una mirada antropológica”, en Proyecto Erks (Biblos, 2020).